# Candelaria (svamp)
Candelaria är ett släkte av lavar. Candelaria ingår i familjen Candelariaceae, ordningen Candelariales, klassen Lecanoromycetes, divisionen sporsäcksvampar och riket svampar.
|            | Candelariella |
|            | |
| Candelaria | \| \| Candelaria concolor \| \| \| \| \| \| Candelaria crawfordii \| \| \| \| \| \| Candelaria fibrosa \| \| \| \| \| \| Candelaria pacifica \| \| \| \| |
|            | \| \| Candelaria concolor \| \| \| \| \| \| Candelaria crawfordii \| \| \| \| \| \| Candelaria fibrosa \| \| \| \| \| \| Candelaria pacifica \| \| \| \| |
|            | Candelina |
|            | |
|            | Candelaria concolor |
|            | |
|            | Candelaria crawfordii |
|            | |
|            | Candelaria fibrosa |
|            | |
|            | Candelaria pacifica |
|            | |

|  | Candelaria concolor   |
|  |                       |
|  | Candelaria crawfordii |
|  |                       |
|  | Candelaria fibrosa    |
|  |                       |
|  | Candelaria pacifica   |
|  |                       |